# Ahmad Amiruddin
Ahmad Amiruddin (Boni, 3 ottobre 1982) è un ex calciatore indonesiano, di ruolo attaccante.

## Carriera

### Club
Comincia a giocare al PSM Makassar. Nel 2009 si trasferisce al Persisam. Nel 2010 passa all'Arema Malang. Nel 2013 viene acquistato dal Mitra Kukar.

### Nazionale
Ha debuttato in nazionale il 23 agosto 2006, nell'amichevole Malesia-Indonesia (1-1). Ha partecipato, con la nazionale, pur senza mai scendere in campo, alla Coppa d'Asia 2007. Ha collezionato in totale, con la maglia della nazionale, 3 presenze.